# Elaphria concisa
Elaphria concisa là một loài bướm đêm trong họ Noctuidae.